# Wasz syn i brat
Wasz syn i brat (ros. Ваш сын и брат) – radziecki film obyczajowy z 1966 roku w reżyserii Wasilija Szukszyna. 

## Fabuła
Film składa się z trzech nowel, a każda z nich poświęcona jest jednemu z trzech synów pięciorga rodzeństwa małżeństwa Wojewodinów – mieszkańców maleńkiej wioski w Ałtaju (ZSRR). Pierwszy z nich, Stiepan ucieka z więzienia na trzy miesiące przed końcem wyroku i przybywa do rodzinnej wsi serdecznie witany przez rodzinę i przyjaciół. Naraża się tym samym na dodatkową "odsiadkę". Jak twierdzi musiał to jednak zrobić ponieważ przyśniła mu się rodzinna wieś. W kolejnej opowieści syn Maksym, bezskutecznie poszukuje po całej Moskwie rzadkiego lekarstwa dla swojej matki. Wszędzie napotyka na obojętność i nieżyczliwość, niezrozumiałą dla człowieka wsi. Ostatnia opowieść to wizyta w rodzinnej wsi syna Ignata, przybywającego z Moskwy gdzie doskonale mu się wiedzie. Przywożąc prezenty dla bliskich i znajomych jest serdecznie witany przez wszystkich. 
Wszystkie trzy historie są ze sobą luźno powiązane i fragmentaryczne, mają jednak wspólny mianownik – oddanie rodzinie i przyjaciołom oraz teskonotę za rodzinnym domem. 

## Obsada
- Wsiewołod Sanajew – ojciec
- Anastazja Filippowa — matka
- Aleksiej Wanin – Ignat
- Leonid Kurawlow – Stiepan
- Wiktor Szachow – Wasilij
- Leonid Reutow – Maksym
- Marta Grachowa – Wiera
- Swiwtłana Żgun – sąsiadka
- Wadim Zacharczenko – lekarz w poliklinice
- Nikołaj Grabbe – milicjant wiejskiego posterunku
- Aleksandra Dorochina – Sasza
- Olesia Iwanowa — sąsiadka
- Leonid Kniaziew – Iwan Jegorow
- Swietłana Charitowa – aptekarka

i inni. kina 

## O filmie
Wasz syn i brat był drugim po Jest taki chłopak (1964) autorskim (scenariusz i reżyseria) filmem Wasilija Szukszyna – czołowego reprezentanta radzieckiego kina autorskiego. Jest jednocześnie jednym z mniej znanych filmów tego twórcy. Jego scenariusz powstał na podstawie kilku opowiadań Szukszyna-literata. Podobnie jak i w swoich późniejszych filmach (Pogwarki z 1972 i Kalina czerwona z 1973), ukazał w nim "modelową konfrontację ludzi wsi ze środowiskiem miejskim". 
Nietypowy jak na standardy ZSRR lat 60. obraz spotkał się mieszanym przyjęciem krytyków radzieckich. Jak można przeczytać na łamach tygodnika Film w recenzji z tego okresu: "galeria typów współczesnych ludzi radzieckich wyraźnie zbiła z tropu recenzentów filmu Szukszyna. Ponieważ odpadła możliwość kreowania którejkolwiek postaci na pozytywnego bohatera, każdy z krytyków starał się po swojemu określić charaktery, walory i skazy moralne, postępowość i zacofanie moralne poszczególnych postaci".
Być może dlatego swoją premierę w kinach polskich obraz miał dopiero dziesięć lat później. Pisano o nim przychylnie: "zarysowała się w nim [filmie] wyraźnie osobowość twórcy, jego umiejętność malowania tła i indywidualizacji postaci". 
W ZSRR film obejrzało 15 mln. ludzi. 18 kwietnia 2016, dokładnie w 50-tą rocznicę premiery filmu, w stolicy Ałtajskiego Kraju (Barnaule) odbył się publiczny pokaz filmu połączony z okolicznościowymi wystąpieniami lokalnych władz. 

## Plenery
Ponownie jak w kilku innych filmach Szukszyna za plenery posłużyły rodzinne strony autora, wieś Manżerok w Górnym Ałtaju oraz ulice Moskwy.  

## Nagrody
Rok po premierze, w 1967 roku, Wasilij Szukszyn, Walerij Ginzburg (zdjecia), Wsiewołod Sanajew (filmowy senior rodu) zostali laureatami Nagrody Państwowej RFSRR im. braci Wasiliewów.  